# 金樱子
金樱子（学名：Rosa laevigata）为蔷薇科蔷薇属植物，中药拉丁名Fructus Rosae Laevigatae，可供观赏。

## 形态
攀援状灌木，株高最高可达5米，枝条常弯曲，散生着扁而且弯的钩刺。叶互生，革质，为奇数羽状复叶；小叶3至5片，椭圆形，顶端渐尖，长约1至6厘米，顶生的那片小叶较大，叶子边沿不锯齿。春夏之交开花，花白色，直径较大，可达5至7厘米，花萼有腺毛和皮刺，萼片有5，卵状披针形；花蕊黄色。果实梨形开倒卵形，长约3厘米，直径1至1.5厘米，像爆米花用的炉头，又像酒坛，外面披着刺毛，果实可以入药。

## 分布
原产於台湾、老挝、越南以及中国大陆长江以南各省。

## 中医药用
性味
性平，味酸、甘甜，有涩味。
功用
归肾、膀胱、大肠经。固精缩尿，涩肠止泻。
主治
用于肝肾亏虚，腰膝酸软，遗精，滑精，遗尿，尿频，久虚久痢，肺虚喘咳，自汗、盗汗、带下等。

## 延伸阅读
[在维基数据编辑]
 《欽定古今圖書集成·博物彙編·草木典·金櫻子部》，出自陈梦雷《古今圖書集成》
 《植物名實圖考·金櫻子》，出自吳其濬《植物名實圖考》